# Wolfgang do Palatinado-Neumarkt
Wolfgang do Palatinato-Neumarkt, cognominado o Velho (em alemão:  Wolfgang von der Pfalz-Neumarkt, der Ältere), (Heidelberga, 31 de outubro de 1494 – Neumarkt, 2 de abril de 1558) foi um nobre alemão pertencente à dinastia de Wittelsbach. Era Conde Palatino e duque do Palatinado-Neumarkt e governador do Alto Palatinado.

## Biografia
Wolfgang era o filho mais novo do Eleitor Palatino Filipe (1448-1508) e de sua mulher Margarida (1456-1501), filha de Luís IX, Duque da Bavaria-Landshut. Os seus pais pretendiam que Wolfgang tivesse uma carreira religiosa. Foi Canon em Augsburg, Würzburg e Speyer, e, a partir de 1515 reitor magnífico da Universidade de Vitemberga.
Em 1522, Wolfgang tornou-se cavaleiro da Ordem Teutónica. 
Contudo, em 1524, Wolfgang regressou ao estado laico recebendo, nessa altura, o Palatinado-Neumarkt, em apanágio. Em 1544 foi nomeado governador (Statthalter) do Alto Palatinado, instalando-se em Amberg. 
Era considerado um patrono das ciências, vindo a falecer em 1558, sem se ter casado e sem descendência. Foi sepultado na Igreja do Espírito Santo, em Heidelberga.